# King Oliver
Pour les articles homonymes, voir Oliver.
Joe (Joseph) Oliver, dit « King » (1885-1938), est un cornettiste et compositeur américain de jazz, fondateur et chef d'orchestre du Creole Jazz Band.

## Biographie

### Naissance
Joseph Nathan « Joe » « King » Oliver est né le 11 mai 1885 à Aben, Louisiane, États-Unis.

### Débuts
À La Nouvelle-Orléans, Oliver apprend tout d'abord le trombone puis vers 1908, il se tourne vers le cornet à pistons. De 1908 à 1917, il fait partie de divers orchestres comme l'Olympia, l'Onward, le Magnolia, le Melrose, le Eagle, l'Original Superior Orchestra et celui d'Edward « Kid » Ory qui lui donne son surnom de King
Il monte à Chicago en 1918 pour se joindre à l'ensemble du clarinettiste Lawrence Duhé, puis à celui du contrebassiste William « Bill » Johnson, qu'il reprend en 1920 avant de se diriger vers la Californie, où il passe quelques mois à jouer dans divers établissements de San Francisco. En 1921, il est de retour à Chicago, où il est tout de suite engagé au Lincoln Gardens. Il y restera, à la tête de diverses formations, jusqu'en 1924.
Il a notamment composé "Chimes Blues", "Canal Street Blues" et "West End Blues".

### LeCreole Jazz Band
En 1922, il crée son Creole Jazz Band, composé de lui-même au cornet, d'Honoré Dutrey au trombone, de Johnny Dodds à la clarinette, de Bertha Gonsoulin au piano, de Bill Johnson à la contrebasse et du frère de Johnny Dodds, Warren « Baby » Dodds, à la batterie.
En août de la même année, Oliver qui l'a fait venir de Chicago, ajoute à cet ensemble un jeune cornettiste qui fera beaucoup parler de lui : Louis Armstrong, son protégé, à qui il a prodigué ses conseils et avec qui il grave le 6 avril 1923 ses premières cires. En décembre, Bertha Gonsoulin ayant quitté l'ensemble, Oliver la remplace par Lillian « Lil » Hardin.
L’ensemble des faces du Créole Jazz Band – où brillent aussi les frères Dodds – est un témoignage irremplaçable du jazz louisianais. Blues, marches, ragtimes, et compositions originales composent le répertoire.  Le style de l’orchestre est inventif et bien émancipé par rapport à ce qui continuait de se jouer à la Nouvelle-Orléans. La fidélité à la polyphonie originale (exposé du thème à la trompette ou au cornet, broderie de la  clarinette, jeu du trombone qui, par des glissandos, souligne les harmoniques) n’exclut ni l’invention (interventions de deux mesures, ou break, jouées aux deux cornets) dans les ensembles, ni la mise en avant de solistes. Dont Armstrong. Cet ensemble deviendra vite la coqueluche des amateurs de musique hot de Chicago. Il durera, avec quelques ajouts, un peu plus d'un an au cours duquel ses musiciens graveront trente-sept enregistrements (quarante-et-un en fait mais quatre ont été perdus) qui sont, aujourd'hui, considérés comme étant essentiels à quiconque s'intéresse un tant soit peu au jazz et plus particulièrement au jazz dit de La Nouvelle-Orléans.
Des dissensions au sein de cet orchestre firent qu'au début de 1924, chacun décida de voler de ses propres ailes, Armstrong fondant son propre groupe après avoir épousé Lil Hardin. Les frères Dodds finirent par le suivre à New York tandis qu'Honoré Dutrey continua à jouer dans différentes formations à Chicago. En 1924, King Oliver enregistra divers duos dont deux avec Jelly Roll Morton.

### Autres orchestres
Son engagement au Lincoln Gardens ayant pris fin, Oliver forme un nouveau groupe, King Oliver & His Dixie Syncopators, pour un autre engagement au Plantation Café qui durera jusqu'en 1927. Les membres de cet orchestre sont : Oliver et Bob Shoffner (cornets), Kid Ory (trombone), Johnny Dodds (clarinette), Luis Russell (piano), Bud Scott (banjo), Bert Cobb (tuba) et Paul Barbarin (batterie). En 1928, il est à la tête d'une autre formation, King Oliver and His Orchestra, tout en enregistrant divers duos dont quatre avec la chanteuse Susie Edwards (Butterbeans and Susie).

### Fin de vie
N'étant ni buveur ni fumeur, Oliver adorait cependant manger et surtout manger des friandises. À partir de la fin des années vingt, sa santé commença à se détériorer, principalement au niveau de sa denture, affectant alors petit à petit la maîtrise de son instrument. Vers le milieu des années trente, incapable de jouer, il ouvrit un petit commerce de fruits et légumes et finit ses jours concierge dans une salle de billard à Savannah.
Il meurt le 10 avril 1938 à Savannah (Géorgie) à l'âge de 52 ans; il repose au Woodlawn Cemetery du Bronx à New York.